# Parerupa
Parerupa é um gênero de mariposa pertencente à família Crambidae.